# Миннесота Норт Старз
«Миннесота Норт Старз» (англ. Minnesota North Stars) — бывшая профессиональная команда, выступавшая в Национальной хоккейной лиге. Была основана в 1967 году. Финалист Кубка Стэнли 1981, 1991.
В сентябре 1990 года приезжала в СССР на серию встреч с советскими клубами.
В 1993 году переехала в Даллас и стала называться «Даллас Старз».

## Статистика
```
 сезон    и    в  н  п       ш       о       плей-офф
---------------------------------------------------------
1967-68  74  +27=15-32    191:226   69     проиграли во втором раунде
1968-69  76  +18=15-43    189:270   51     в плей-офф не играли
1969-70  76  +19=22-35    224:257   60     проиграли в первом раунде
1970-71  78  +28=16-34    191:223   72     проиграли во втором раунде
1971-72  78  +37=12-29    212:191   86     проиграли в первом раунде
1972-73  78  +37=11-30    254:230   85     проиграли в первом раунде
1973-74  78  +23=17-38    235:275   63     в плей-офф не играли
1974-75  80  +23= 7-50    221:341   53     в плей-офф не играли
1975-76  80  +20= 7-53    195:303   47     в плей-офф не играли
1976-77  80  +23=18-39    240:310   64     проиграли в первом раунде
1977-78  80  +18= 9-53    218:325   45     в плей-офф не играли
1978-79  80  +28=12-40    257:289   68     в плей-офф не играли
1979-80  80  +36=16-28    311:253   88     проиграли в третьем раунде
1980-81  80  +35=17-28    291:263   87     проиграли в финале
1981-82  80  +37=20-23    346:288   94     проиграли в первом раунде
1982-83  80  +40=16-24    321:290   96     проиграли во втором раунде
1983-84  80  +39=10-31    345:344   88     проиграли в третьем раунде
1984-85  80  +25=12-43    268:321   62     проиграли во втором раунде
1985-86  80  +38= 9-33    327:305   85     проиграли в первом раунде
1986-87  80  +30=10-40    296:314   70     в плей-офф не играли
1987-88  80  +19=13-48    242:349   51     в плей-офф не играли
1988-89  80  +27=16-37    258:278   70     проиграли в первом раунде
1989-90  80  +36= 4-40    284:291   76     проиграли в первом раунде
1990-91  80  +27=14-39    256:266   68     проиграли в финале
1991-92  80  +32= 6-42    246:278   70     проиграли в первом раунде
1992-93  84  +36=10-38    272:293   82     в плей-офф не играли
```